# Ingókövek
Az Ingókövek - Sztálingrád másik csatája egy 2013-ban megjelent háborús regény Lőrinczy Judit tollából. Az Ingókövek a sztálingrádi csatát mutatja be több szereplő szemszögéből, mágikus realista stílusjegyekkel ötvözve.

## Alkotói folyamat
A szerzőben 2008 nyarán vetődött föl a regény ötlete. Szeretett volna egy városról írni, mely a második világháború idején játszódik, és erősen jelen van benne a fantasztikum. Azért választotta a Sztálingrádot helyszínül, mert egy nagyon fontos fordulópontja volt a világháborúnak, valamint a magyar helyszínválasztással nőtt volna az aktuálpolitikai helyzettel való összecsengés veszélye. Megírásában - mely 2008 végén kezdődött meg - sok kutatómunka van. A tesztelésre alkalmas változat két évvel később készült el, és az írónő állítása szerint az Ingókönyvek már a harmadik regénykézirata volt.   

## Cselekmény
Sztálingrádot elátkozta a neve. A németek és szovjetek több százezer áldozatot követelő csatájáról mindenki hallott már – ám a másik, melyet a város és a halál vívnak egymással, évszázadok óta folyik, és mind a győzelem, mind a vereség lelkekbe kerül… Wilhelm Galler, a magányos mesterlövész életre kelő szobrok és különös látomások között bolyong a néptelen városban; Wolfgang Lindt hadnagy a lelkét elemésztő emlékek elől menekülne, ám Sztálingrád nem ereszti; Galina, a pilótanő a Volga túlsó partjáról száll az elátkozott vidék fölé; a sztálingrádi Vaszilij pedig ismeretlenné vált utcákon kísérti a sorsot – és próbálja lefizetni a végzetét. Négy ember, szemben álló felek, akiket azonban mégis összeköt a közös sors és a láthatatlan gúzs, amelyet Sztálingrád font köréjük.